# Harold Kitching
Harold Edward Kitching (ur. 31 sierpnia 1885 w Great Ayton, zm. 18 sierpnia 1980 tamże) – brytyjski wioślarz i oficer, brązowy medalista olimpijski.
Kształcił się w Kolegium Trójcy Świętej University of Cambridge. Dwukrotnie brał udział w The Boat Race: w 1908 odniósł zwycięstwo, a rok później porażkę.
Wystąpił na igrzyskach olimpijskich w Londynie w 1908 roku, gdzie brytyjska osada Cambridge w składzie: Frank Jerwood, Eric Powell, Oswald Carver, Edward Williams, Henry Goldsmith, Harold Kitching, John Burn, Douglas Stuart i Richard Boyle zdobyła brązowy medal. Był to jego jedyny start olimpijski.
Brał udział w I wojnie światowej, służąc pierwotnie jako podporucznik 5. Batalionu Piechoty Lekkiej Durham. Przeżył wojnę, ze służby odszedł w stopniu pułkownika.
Kawaler Orderu Imperium Brytyjskiego.
W latach 1941-1942 pełnił funkcję szeryfa hrabstwa Durham.